# 放鳥
放鳥（ほうちょう）とは、人間によって捕獲あるいは飼育されていた鳥を野外に放し、人間の管理下から離脱させること。
また、ペットの鳥に関する場合は、ケージから出して、部屋の中で自由に遊ばせること。

## 目的
以下のような場合がある。
- 繁殖のため人工的に孵化させて育てた鳥を放する。
  - 日本では狩猟用の獲物として飼育していたキジやヤマドリを放すことが、日本各地の猟友会により続けられている。
  - 野生で希少になった鳥を繁殖して放す。日本のコウノトリは野生での絶滅状態を受け、人工飼育によって繁殖が行われ、2005年から放鳥による野生化が試みられている。
- 分布・生態の調査のために一時的に野鳥を捕獲し目印を付けて再び放す。
- 宗教的な放鳥。かつては葬儀や放生会において、功徳を積むために予め捕らえておいた鳥を放してやることも行われていた。東京では葬儀の放鳥は1920年代までに姿を消している[1]。
- 式典の演出として。祭典を盛り上げるために、鳥を空に舞わせる。往々にして平和の使いとして鳩の群れを放す。個人の葬儀で行われた例もある。
- 飼い鳥の場合、近年、コンパニオンバードと呼ばれる手乗り文鳥、オカメインコ、コザクラインコなど飼い主に馴れている飼い鳥をケージから出して、部屋の中で飼い主とひとときを楽しむ行為を指している。ケージの中では飛ぶことができない小鳥にとってストレス解消､運動､飼い主とのコミュニケーションを深めるため有意義である｡

## 問題点
安易な放鳥は危険である。他地方のものを放せば移入種を作り、生態系の霍乱や遺伝子汚染を引き起こす。日本のコジュケイやコウライキジは狩猟のための放鳥によって定着したものである。都会のハトの起源も放鳥が一つと考えられるが、近年はハトの害が問題となり、放鳥が慎まれるようになった。その一方で21世紀以降になっても、近畿地方におけるクロエリセイタカシギのように、安易な放鳥が繰り返されている事実もある。
また、保護のための放鳥も困難な問題を抱える。人工飼育の鳥が野生で生活を維持することはさほど簡単ではないことがわかっている。

## 参考
1. ↑  下川耿史 『環境史年表 明治・大正編(1868-1926)』p361 河出書房新社 2003年11月30日刊 全国書誌番号:20522067
2. ↑  “クロエリセイタカシギ”.  国立環境研究所. 2017年12月30日閲覧。